# Вулиця Марунька
Вулиця Марунька — вулиця у Личаківському районі міста Львів, місцевість Великі Кривчиці. Пролягає від вулиці Старознесенської до вулиці Кривчицька дорога.

## Історія та забудова
Вулиця виникла у складі села Кривчиці, не пізніше 1962 року, коли Кривчиці увійшли до складу Львова, отримала сучасну назву, на честь річки, що протікає неподалік.
Забудована одноповерховими садибами і будинками у стилі конструктивізм, є і сучасні двоповерхові садиби.